# Epimecis diffundaria
Epimecis diffundaria är en fjärilsart som beskrevs av Walker 1860. Epimecis diffundaria ingår i släktet Epimecis och familjen mätare. Inga underarter finns listade i Catalogue of Life.